# Kerkhof Buter

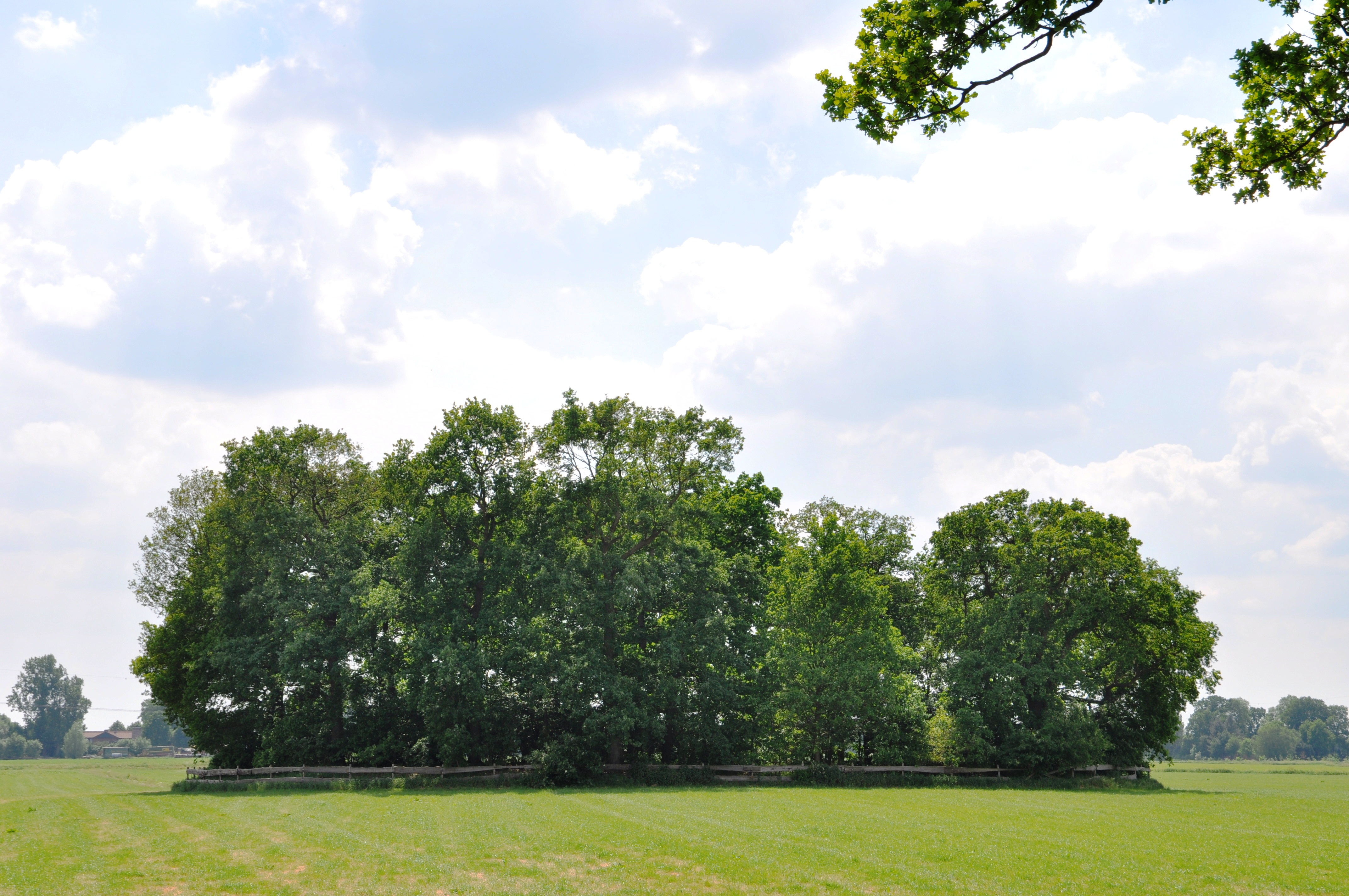
De begraafplaats

Kerkhof Buter is de laatste rustplaats van enkele onbekenden die hier in de 19e eeuw zijn begraven. De begraafplaats valt op in het landschap doordat ze is beplant met bomen, er zijn geen graftekens. Het geheel wordt omgeven door een eenvoudig houten hek.
De begraafplaats ligt tussen Nieuw-Schoonebeek en Twist aan de Europaweg. Aan de overzijde van de weg bevindt zich een stenen monument dat herinnert aan de mensen die hier zijn begraven.

## Geschiedenis
In 1824 werd door het Koninkrijk der Nederlanden een grenstraktaat gesloten met het Koninkrijk Hannover. Hierdoor verloor de nederzetting Nieuw-Schoonebeek het recht haar doden te begraven op de begraafplaats van Hesepertwist in Emsland. Dit was de reden voor de aanleg van een noodbegraafplaats. De grond hiervoor werd beschikbaar gesteld door Berend Harbers. Er werden geen grafzerken geplaatst. De graven werden gemarkeerd door verhogingen van uitgegraven grond. Tot 1849 werd hier begraven. In dat jaar werd in Nieuw Schoonebeek de kerk met begraafplaats in gebruik genomen.
De noodbegraafplaats raakte uiteindelijk sterk verwaarloosd. De opgehoogde randen werden beschadigd door grazend vee. Er kwamen zelfs beenderen bloot te liggen. In 1978 herstelde men de dodenakker en plaatste een houten hek.
Het kerkhof is genoemd naar de laatste eigenaar Bernardus Hendrikus Büter. 

## Gedenkteken
Rond 1840 werd aan de overkant van de weg een houten kruis geplaatst. De begrafenisstoet hield hier vijf minuten halt en er werd gebeden. In 1849 werd dit kruis vervangen door een stenen gedenkteken. Vanwege het feit dat Nieuw-Schoonebeek sterk rooms-katholiek is, heeft het monument een katholiek karakter, namelijk een gekruisigde Christus met daaronder de tekst: Die mijn kruis niet op zich neemt en mij niet volgt is mijner niet waardig. Op de achterkant staan de namen van de schenkers: J.B. Borg - A.M. Twenning en het jaartal 1849.
Het gedenkteken brak in de jaren 1950 in stukken. De eigenaar van de grond waar op het geplaatst was bewaarde de brokstukken in een schuur. In 1979 liet het Ministerie van CRM de steen restaureren. De breuklijnen van destijds zijn zichtbaar gebleven.